# 1875 Неруда
1875 Неруда (1875 Neruda) — астероїд головного поясу, відкритий 22 серпня 1969 року чехословацьким астрономом Любошем Когоутеком.. Названий на честь чеського письменника Яна Неруди.
Тіссеранів параметр щодо Юпітера — 3,149.